# Пауэлл, Обри
Обри Пауэлл (англ. Aubrey Powell; 19 апреля 1918, Cwmtwrch, Поуис — 27 января 2009, Лидс) — валлийский футболист, играл на позиции флангового нападающего.

## Биография

### Игровая карьера
Был воспитанником академии «Суонси». В ноябре 1935 года перешёл в «Лидс Юнайтед», но за основную команду дебютировал 25 декабря 1936 года в матче Первого дивизиона против «Мидлсбро». В своём дебютном сезоне он сыграл 12 матчей, но его карьера была прервана из-за перелома ноги, полученного 20 марта 1937 года в матче против «Престона». Пауэлл выбыл из игры на 18 месяцев и вернулся в строй, составив взаимодействие в атаке с Дэви Кокрейном.
После начала Второй мировой войны служил в Восточном Йоркширском полку и продолжал играть за «Лидс». После окончания войны чемпионат Англии возобновился, но в 1947 году «Лидс» вылетел во Второй дивизион. Спустя год, в июне 1948 года Пауэлл перешёл в «Эвертон»; сумма трансфера составила 10 000 фунтов стерлингов и эта сумма стала рекордной на тот момент для ливерпульского клуба. Дебютировал за «ирисок» 21 августа 1948 года в матче с «Ньюкаслом»; матч закончился со счётом 3:3 и Пауэлл забил один из голов.
Завершил карьеру в «Бирмингем Сити» в 1951 году в возрасте 34 лет.

### Смерть
Скончался 27 января 2009 года в возрасте 90 лет после продолжительной болезни.